# Карузо, Арианна
Арианна Карузо (итал. Arianna Caruso; род. 6 ноября 1999, Рим) — итальянская футболистка, полузащитник немецкого клуба «Бавария» и сборной Италии.

## Карьера в клубе
Карузо начала свою карьеру в итальянском футбольном клубе «Рес Рома», а в 2017 году перешла в «Ювентус». С «Ювентусом» выиграла шесть чемпионских титулов и три Кубка Италии за восемь сезонов с 2017 по 2025 год.
В феврале 2025 года перешла в аренду в немецкий клуб «Бавария» из Мюнхена до конца сезона 2024/2025 годов. После окончания аренды Карузо подписала с «Баварией» постоянный контракт до 2028 года.

## Карьера в сборной
Карузо с 2019 года выступает за первую сборную Италии. Свой первый гол за сборную забила в ворота Израиля 24 февраля 2021 года в отборочном матче чемпионата Европы по футболу среди женщин 2022 года.
26 июня 2022 года Карузо была включена в состав сборной Италии на чемпионат Европы по футболу среди женщин 2022.
2 июля 2023 года Карузо была включена в состав сборной Италии для участия в чемпионате мира по футболу среди женщин 2023 года.
В июне 2025 года была заявлена в сборную Италии для участия в чемпионате Европы. В первом же матче против Бельгии её единственный голд принёс победу Италии.

## Достижения
- Чемпионка Италии: 2017/18, 2018/19, 2019/20, 2020/21, 2021/22, 2024/25
- Чемпионка Германии: 2024/25
- Обладательница Кубка Италии: 2018/19, 2021/22, 2022/23
- Обладательница Кубка Германии: 2024/25
- Обладательница Суперкубка Италии: 2020, 2021, 2022
- Игрок символической команды чемпионата Италии: 2020/21, 2021/22, 2022/23